# Gazaoua
Gazaoua este o comună rurală din departamentul Aguie, regiunea Maradi, Niger, cu o populație de 80.107 locuitori (2001).